# مورای هال (دوچرخه‌سوار)
مورای هال (انگلیسی: Murray Hall؛ زادهٔ ۱ اکتبر ۱۹۵۳) دوچرخه‌سوار اهل استرالیا است. وی به مدال نقره بازی‌های کشورهای همسود دست پیدا کرده است.